# Thin Lizzy
Thin Lizzy este o formație de muzică rock, înființată în anul 1969 la Dublin, Irlanda. Grupul, din componența căruia a făcut parte și chitaristul Gary Moore, este cunoscut pentru succesele „Whiskey in the Jar”, „Jailbreak” și „The Boys Are Back in Town”.
În anul 1996, formația rock românească Iris a realizat un cover după piesa „Don't Believe a Word” din repertoriul Thin Lizzy și l-a inclus pe discul „Lună plină”, unde se găsește în două variante de interpretare, una în română și una în engleză. Varianta în română se numește „Să nu crezi nimic”.